# Freudenstädter Heckengäu
Das FFH-Gebiet Freudenstädter Heckengäu ist ein im Jahr 2005 durch das Regierungspräsidium Karlsruhe nach der Richtlinie 92/43/EWG (Fauna-Flora-Habitat-Richtlinie) angemeldetes Schutzgebiet (Schutzgebietskennung DE-7516-341) im deutschen Bundesland Baden-Württemberg. Mit Verordnung des Regierungspräsidiums Karlsruhe zur Festlegung der Gebiete von gemeinschaftlicher Bedeutung vom 12. Oktober 2018 (in Kraft getreten am 11. Januar 2019), wurde das Schutzgebiet ausgewiesen.

## Lage
Das weit zerstreute, 1033,6 Hektar große Schutzgebiet gehört zu den Naturräumen 122 – Obere Gäue, 150 – Schwarzwald-Randplatten und 151 – Grindenschwarzwald und Enzhöhen. Es liegt östlich von Freudenstadt und erstreckt sich über die Markungen von zehn Städten und Gemeinden:
- Dornstetten: 82,58 ha = 8 %
- Eutingen im Gäu: 92,90 ha = 9 %
- Freudenstadt: 268,39 ha = 26 %
- Glatten: 41,29 ha = 4 %
- Horb am Neckar: 268,39 ha = 26 %
- Loßburg: 41,29 ha = 4 %
- Pfalzgrafenweiler: 10,32 ha = 1 %
- Schopfloch: 30,97 ha = 3 %
- Seewald: 20,65 ha = 2 %
- Waldachtal: 175,48 ha = 17 %

## Beschreibung und Schutzzweck
Landschaftlich weit gespannter Biotopkomplex im Übergang von Schwarzwald und Oberer Gäue. Die Böschungen der Bahnstrecke zwischen Dornstetten und Eutingen im Gäu dienen als Vernetzungselement. Das Schutzgebiet besteht aus 32 Teilgebieten.

### Lebensraumklassen
(allgemeine Merkmale des Gebiets) (prozentualer Anteil der Gesamtfläche)
Angaben gemäß Standard-Datenbogen aus dem Amtsblatt der Europäischen Union
|                                                                       |                                                                       |  |      |      |
| N07 – Moore, Sümpfe, Uferbewuchs                                      | N07 – Moore, Sümpfe, Uferbewuchs                                      |  | 2 %  | 2 %  |
| N08 – Heide, Gestrüpp, Macchia, Garrigue, Phrygana                    | N08 – Heide, Gestrüpp, Macchia, Garrigue, Phrygana                    |  | 1 %  | 1 %  |
| N09 – Trockenrasen, Steppen                                           | N09 – Trockenrasen, Steppen                                           |  | 5 %  | 5 %  |
| N10 – Feuchtes und mesophiles Grünland                                | N10 – Feuchtes und mesophiles Grünland                                |  | 68 % | 68 % |
| N15 – Anderes Ackerland                                               | N15 – Anderes Ackerland                                               |  | 7 %  | 7 %  |
| N16 – Laubwald                                                        | N16 – Laubwald                                                        |  | 1 %  | 1 %  |
| N17 – Nadelwald                                                       | N17 – Nadelwald                                                       |  | 3 %  | 3 %  |
| N19 – Mischwald                                                       | N19 – Mischwald                                                       |  | 10 % | 10 % |
| N21 – Nicht-Waldgebiete mit hölzernen Pflanzen                        | N21 – Nicht-Waldgebiete mit hölzernen Pflanzen                        |  | 1 %  | 1 %  |
| N23 – Sonstiges (Städte, Straßen, Deponien, Gruben, Industriegebiete) | N23 – Sonstiges (Städte, Straßen, Deponien, Gruben, Industriegebiete) |  | 2 %  | 2 %  |
|                                                                       |                                                                       |  |      |      |

### Lebensraumtypen
Folgende Lebensraumtypen nach Anhang I der FFH-Richtlinie kommen im Gebiet vor:
| EU Code | Lebensraumtyp (offizielle Bezeichnung)                                                                          | Kurzbezeichnung                                              | Hektar |
| ------- | --- | ------------------------------------------------------------ | ------ |
| 3140    | Oligo- bis mesotrophe kalkhaltige Gewässer mit benthischer Vegetation aus Armleuchteralgen                      | Kalkreiche, nährstoffarme Stillgewässer mit Armleuchteralgen | 0,03   |
| 3260    | Flüsse der planaren bis montanen Stufe mit Vegetation des Ranunculion fluitantis und des Callitricho-Batrachion | Fließgewässer mit flutender Wasservegetation                 | 1,29   |
| 5130    | Formationen von Juniperus communis auf Kalkheiden und -rasen                                                    | Wacholderheiden                                              | 0,37   |
| 6110    | Lückige basophile oder Kalk-Pionierrasen (Alysso-Sedion albi)                                                   | Basenreiche oder Kalk-Pionierrasen                           | 0,05   |
| 6210    | Naturnahe Kalk-Trockenrasen und deren Verbuschungsstadien (Festuco-Brometalia)                                  | Kalk-Magerrasen                                              | 18,46  |
| 6230    | Artenreiche montane Borstgrasrasen (und submontan auf dem europäischen Festland) auf Silikatböden               | Artenreiche Borstgrasrasen                                   | 0,08   |
| 6430    | Feuchte Hochstaudenfluren der planaren und montanen bis alpinen Stufe                                           | Feuchte Hochstaudenfluren                                    | 2,99   |
| 6510    | Magere Flachland-Mähwiesen (Alopecurus pratensis, Sanguisorba officinalis)                                      | Magere Flachland-Mähwiesen                                   | 220,64 |
| 6520    | Berg-Mähwiesen                                                                                                  | Berg-Mähwiesen                                               | 17,92  |
| 7220    | Kalktuffquellen (Cratoneurion)                                                                                  | Kalktuffquellen                                              | 0,08   |
| 7230    | Kalkreiche Niedermoore                                                                                          | Kalkreiche Niedermoore                                       | 0,03   |
| 8210    | Kalkfelsen mit Felsspaltenvegetation                                                                            | Kalkfelsen mit Felsspaltenvegetation                         | 0,13   |
| 9110    | Hainsimsen-Buchenwald (Luzulo-Fagetum)                                                                          | Hainsimsen-Buchenwald                                        | 15,22  |
| 91E0    | Auen-Wälder mit Alnus glutinosa und Fraxinus excelsior (Alno-Padion, Alnion incanae, Salicion albae)            | Auenwälder mit Erle, Esche, Weide                            | 8,3    |

### Zusammenhängende Schutzgebiete
Mehrere Landschaftsschutzgebiete überschneiden sich ganz oder teilweise mit dem FFH-Gebiet. Über 90 % des Gebiets liegt im Naturpark Schwarzwald Mitte/Nord. Folgende Naturschutzgebiete liegen im FFH-Gebiet:
- Alte Egart
- Forchenkopf
- Große Tannen
- Salzstetter Horn
- Waldbrunnen